# Ṗ
Ṗ (minuskule ṗ) je speciální znak latinky. Nazývá se P s tečkou. Dříve se vyskytovalo v irštině, kde je však nyní nahrazeno za spřežku ph. Dnes je používáno vzácně pouze v traskripci lazštiny, kde ho reprezentuje znak პ, kde ho však často nahrazuje častěji v přepisech používané písmeno P̌, takže je toto písmeno považováno za ohrožené. V Unicode má velké písmeno kód U+1E56 a malé kód U+1E57.